# Ivor Spencer
Ivor Spencer, MBE (20. november 1924 – 10. januar 2009) var en britisk kok og grundlægger af Ivor Spencer International School for Butlers og Professional School for Toastmasters.

## Karriere
Spencer blev født i det østlige London. Han blev uddannet kok og blev ansat på Dorchester Hotel inden han blev toastmaster i 1956. I 1977 etablerede han Professional School for Toastmasters, og han deltog siden i over 1.000 kongelige begivenheder.
I 1981 åbnede han Ivor Spencer School of Butlers and Personal Assistants i Dulwich, der er en forstad til London. Her oplærte han butlere og catering-personale fra hele verden til hoteller som Ocean Club på Bahamas og the Park Tower i Argentina. En af hans elever, David Morgan, er nu overbutler på The St. Regis Hotel i New York. I 2006 kostede kurserne hos Spencer omkring £5.375 og blev afholdt to gange om året. Kurserne varer seks uger og gennemgår opgaverne for butlere.
Den 27. juni 2002 udnævnte prins Charles ham til MBE på Buckingham Palace ved dronning Elizabeth 2.'s guldjubilæum. Han medvirkede også i bl.a. Late Show with David Letterman og Today show.